# Coalbed Mountain
Der Coalbed Mountain (englisch für Flözberg) ist ein 2230 m hoher und unvereister Berg im ostantarktischen Viktorialand. Er ragt am Robison Peak in den östlichen Head Mountains zwischen dem Cycle-Gletscher und dem Rim-Gletscher auf.
Das Advisory Committee on Antarctic Names benannte ihn 2007 nach den Kohleflözen, die hier entdeckt wurden.